# Dolichopoda muceddai
Dolichopoda muceddai is een rechtvleugelig insect uit de familie grottensprinkhanen (Rhaphidophoridae). De wetenschappelijke naam van deze soort is voor het eerst geldig gepubliceerd in 2005 door Rampini & di Russo.
1. ↑  (en) Dolichopoda muceddai op de IUCN Red List of Threatened Species.